# Небојша Голић
Небојша Голић (Бања Лука, 23. јануар 1977) је бивши југословенски рукометаш. Са репрезентацијом Југославије је освојио две бронзане медаље на светским првенствима у рукомету, 1999. и 2001. године. У својој каријери играо је за Борац, Металопластику, Синтелон, Вецлар и Босну. Године 2013. изабран је за директора РК Борац Бања Лука.